# 2015 en sports équestres
Chronologie des sports équestres
- 2014 en sports équestres - 2015 en sports équestres - 2016 en sports équestres

Cet article présente les faits marquants de l'année 2015 en sports équestres.

## Événements

### Février
- 6 au 8 février : Jumping international de Bordeaux, étape de la coupe du monde de saut d'obstacles[1]

### Mars
- 20 au 30 mars : championnat du monde de polo 2015 au Chili.

### Avril
- 15 au 19 avril : finale de la coupe du monde de saut d'obstacles 2014-2015 à Las Vegas (États-Unis) remportée par Steve Guerdat sur Albführen's Paille[2]. Charlotte Dujardin et Valegro remportent la finale de la coupe du monde de dressage 2014-2015 qui se déroule au même endroit[3].

### Mai
- 14 au 17 mai : CSIO 5* de La Baule[4].

### Juillet
- 9 au 12 juillet : Master pro de dressage à Vierzon (France).
- 15 au 19 juillet : l'Allemagne remporte la Coupe des nations de dressage 2015 au terme de la dernière étape à Hickstead (Royaume-Uni).

### Septembre
- 17 au 20 septembre : Festival Complet à Lamotte-Beuvron (France), manifestation dans laquelle se court notamment la finale du Master pro de concours complet.
- 24 au 27 septembre : Master pro de saut d'obstacles à Fontainebleau (France).
- 24 au 27 septembre : la finale de la Coupe des nations de saut d'obstacles 2015 à Barcelone (Espagne) est remporté par la Belgique[5].

### Octobre
- 8 au 11 octobre : le Royaume-Uni remporte la Coupe des nations de concours complet d'équitation 2015 au terme de la dernière étape à Boekelo (Pays-Bas)[6].
- 28 au 1er novembre : 21e édition du salon Equita'Lyon[7].

### Novembre
- 25 novembre : la fédération internationale de horse-ball (FIHB) et la fédération équestre internationale (FEI) signent un protocole d’entente, cette dernière reconnait à la FIHB l’exclusivité de l'organisation, du contrôle et du développement du horse-ball à l’international[8].

### Décembre
- 28 novembre au 6 décembre : 44e édition du Salon du cheval de Paris au Parc des expositions de Paris-Nord Villepinte (France)[9].